# GOOD BYEE TO YOU
『GOOD BYEE TO YOU』（グッド・バイ・トゥー・ユー）は、BYEE the ROUNDのメジャー2枚目のミニアルバム（品番:SRCL-8263）。2013年5月8日にソニー・ミュージックレコーズより発売。前作から7ヶ月ぶりとなるリリース。なお、リリースを受けて春に全国大規模ツアー、夏には各地フェスに出演した。

## 収録曲
- 全曲、作詞・作曲：松山晃太

1. 穴
2. ラブソング
3. Hush!!
4. ホームアローン
5. ウミネコ
6. 反逆のmm
7. 飛行船に乗って